# كاثي ماي
كاثي ماي (بالإنجليزية: Kathy May)‏ هي لاعبة كرة مضرب أمريكية، ولدت في 18 يونيو 1956 في بيفرلي هيلز في الولايات المتحدة.

## وصلات خارجية
- كاثي ماي على موقع رابطة محترفات التنس (الإنجليزية)
- كاثي ماي على موقع الاتحاد الدولي لكرة المضرب (الإنجليزية)